# میزوکامی، کوماموتو
میزوکامی، کوماموتو (به لاتین: Mizukami, Kumamoto) یک منطقهٔ مسکونی در ژاپن است که در Kuma District واقع شده‌است. میزوکامی  ۲٬۶۱۲ نفر جمعیت دارد.